# Forcipomyia bureschi
Forcipomyia bureschi är en tvåvingeart som beskrevs av Zilahi-sebess 1934. Forcipomyia bureschi ingår i släktet Forcipomyia och familjen svidknott. Inga underarter finns listade i Catalogue of Life.